# Campionatul Mondial de Atletism în sală din 2006
A 11-a ediție a Campionatului Mondial de Atletism în sală s-a desfășurat între 10 și 12 martie 2006 la Moscova, Rusia. Au participat 561 de sportivi din 126 de țări.

## Sală
Probele au avut loc la Complexul Sportiv „Olimpic” din Moscova. Acesta a fost inaugurat în anul 1980.

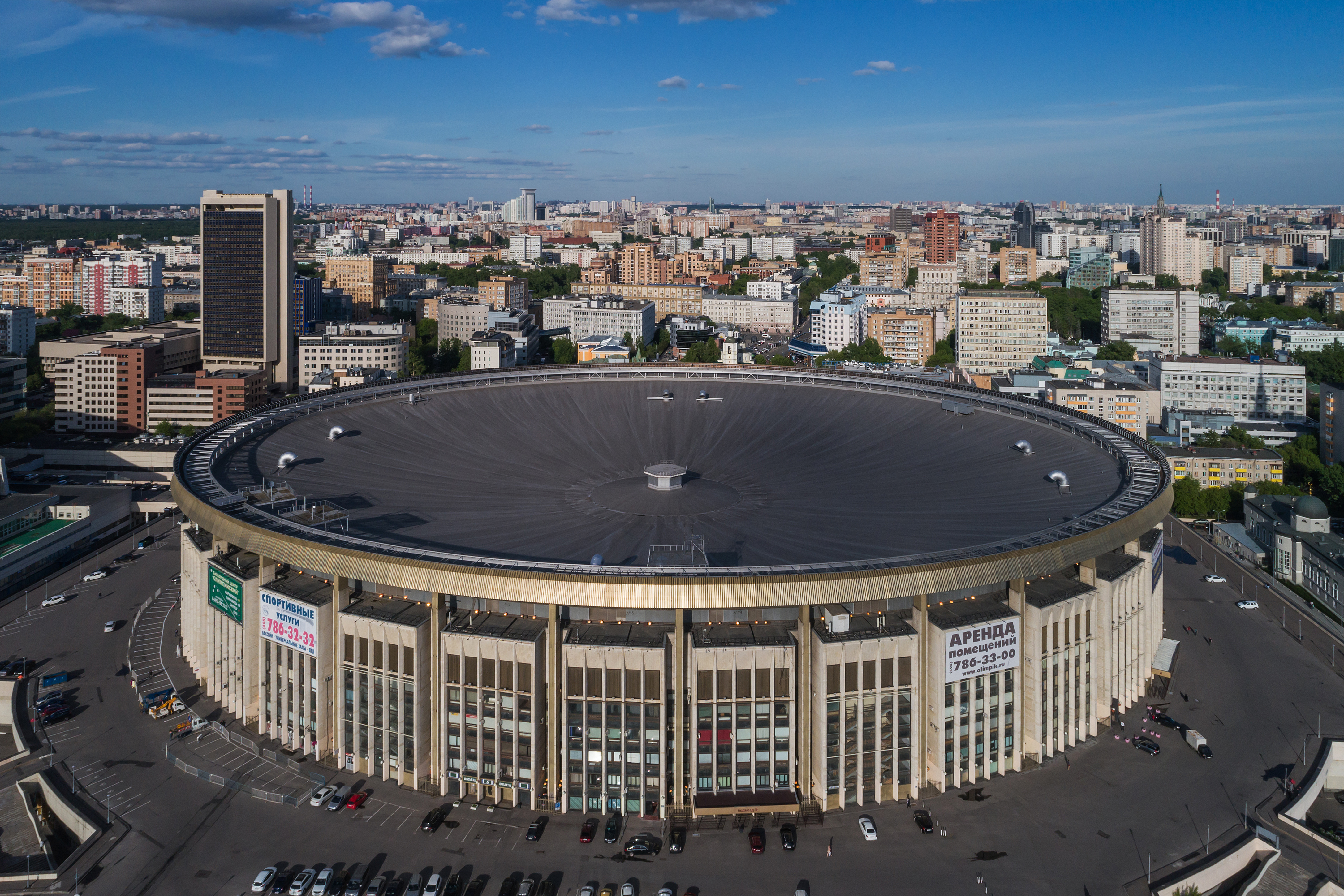
Complexul Sportiv „Olimpic”

## Rezultate
RM - record mondial; RC - record al competiției; AM - record nord-american; AS - record asiatic; RE - record european; OC - record oceanic; SA - record sud-american; RA - record african; RN - record național; PB - cea mai bună performanță a carierei

### Masculin
| Event                | Aur | Aur      | Argint | Argint   | Bronz | Bronz    |
| 60 m                 | Leonard Scott (USA)                                                                                                   | 6,50     | Andrei Epișin (RUS)                                                                                                 | 6,52 RN  | Terrence Trammell (USA)                                                                                  | 6,54     |
| 400 m                | Alleyne Francique (GRN)                                                                                               | 45,54    | California Molefe (BOT)                                                                                             | 45,75    | Chris Brown (BAH)                                                                                        | 45,78 RN |
| 800 m                | Wilfred Bungei (KEN)                                                                                                  | 1:47,15  | Mbulaeni Mulaudzi (RSA)                                                                                             | 1:47,16  | Iuri Borzakovski (RUS)                                                                                   | 1:47,38  |
| 1500 m               | Ivan Heșko (UKR) | 3:42,08  | Daniel Kipchirchir Komen (KEN)                                                                                      | 3:42,55  | Elkanah Onkware Angwenyi (KEN)                                                                           | 3:42,98  |
| 3000 m               | Kenenisa Bekele (ETH)                                                                                                 | 7:39,32  | Saif Saaeed Shaheen (QAT)                                                                                           | 7:41,28  | Eliud Kipchoge (KEN)                                                                                     | 7:42,58  |
| 60 m garduri         | Terrence Trammell (USA)                                                                                               | 7,43     | Dayron Robles (CUB)                                                                                                 | 7,46 PB  | Dominique Arnold (USA)                                                                                   | 7,52     |
| Ștafetă 4×400 m      | Statele Unite · Tyree Washington · LaShawn Merritt · Milton Campbell · Wallace Spearmon · James Davis* · O.J. Hogans* | 3:03,24  | Polonia · Daniel Dąbrowski · Marcin Marciniszyn · Rafał Wieruszewski · Piotr Klimczak · Paweł Ptak* · Piotr Kędzia* | 3:04,67  | Rusia · Konstantin Svecikar · Aleksandr Dereveaghin · Evgheni Lebedev · Dmitri Petrov · Andrei Polukeev* | 3:06,91  |
| Săritura în înălțime | Iaroslav Râbakov (RUS)                                                                                                | 2,37     | Andrei Tereșin (RUS)                                                                                                | 2,35     | Linus Thörnblad (SWE)                                                                                    | 2,33 PB  |
| Săritura cu prăjina  | Brad Walker (USA) | 5,80     | Alhaji Jeng (SWE)                                                                                                   | 5,70     | Tim Lobinger (GER)                                                                                       | 5,60     |
| Săritura în lungime  | Ignisious Gaisah (GHA)                                                                                                | 8,30     | Irving Saladino (PAN)                                                                                               | 8,29     | Andrew Howe (ITA)                                                                                        | 8,19 PB  |
| Triplusalt           | Walter Davis (USA) | 17,73 PB | Jadel Gregório (BRA)                                                                                                | 17,56 SA | Yoandri Betanzos (CUB)                                                                                   | 17,42 PB |
| Aruncarea greutății  | Reese Hoffa (USA) | 22,11    | Joachim Olsen (DEN)                                                                                                 | 21,16    | Pavel Sofin (RUS)                                                                                        | 20,68    |
| Heptatlon            | André Niklaus (GER)                                                                                                   | 6192 PB  | Bryan Clay (USA) | 6187     | Roman Šebrle (CZE)                                                                                       | 6161     |

* Atletul a participat doar la calificări, dar a primit o medalie.

### Feminin
| Event                | Aur | Aur      | Argint                                                                                      | Argint     | Bronz                                                                       | Bronz   |
| 60 m                 | Me'Lisa Barber (USA)                                                                                                  | 7,01     | Lauryn Williams (USA)                                                                       | 7,01       | Kim Gevaert (BEL)                                                           | 7,11 RN |
| 400 m                | Olesia Krasnomoveț (RUS)                                                                                              | 50,04 RC | Vania Stambolova (BUL)                                                                      | 50,21 RN   | Christine Amertil (BAH)                                                     | 50,34   |
| 800 m                | Maria de Lurdes Mutola (MOZ)                                                                                          | 1:58,90  | Kenia Sinclair (JAM)                                                                        | 1:59,54 RN | Hasna Benhassi (MAR)                                                        | 2:00,34 |
| 1500 m               | Iulia Cijenko (RUS)                                                                                                   | 4:04,70  | Elena Soboleva (RUS)                                                                        | 4:05,21    | Maryam Yusuf Jamal (BHR)                                                    | 4:05,53 |
| 3000 m               | Meseret Defar (ETH)                                                                                                   | 8:38,80  | Lilia Șobuhova (RUS)                                                                        | 8:42,18    | Lidia Chojecka (POL)                                                        | 8:42,59 |
| 60 m garduri         | Derval O'Rourke (IRL)                                                                                                 | 7,84 RN  | Glory Alozie (ESP)                                                                          | 7,86       | Susanna Kallur (SWE)                                                        | 7,87    |
| Ștafetă 4×400 m      | Rusia · Tatiana Levina · Natalia Nazarova · Olesia Krasnomoveț · Natalia Antiuh · Iulia Gușcina* · Tatiana Veșkurova* | 3:24,91  | Statele Unite · Debbie Dunn · Tiffany Williams · Monica Hargrove · Mary Danner · Kia Davis* | 3:28,63    | Belarus · Natallia Salahub · Anna Kozak · Iuliana Jalnearuk · Ilona Usovici | 3:28,65 |
| Săritura în înălțime | Elena Slesarenko (RUS)                                                                                                | 2,02     | Blanka Vlašić (CRO)                                                                         | 2,00       | Ruth Beitia (ESP)                                                           | 1,98    |
| Săritura cu prăjina  | Elena Isinbaeva (RUS)                                                                                                 | 4,80     | Anna Rogowska (POL)                                                                         | 4,75       | Svetlana Feofanova (RUS)                                                    | 4,70    |
| Săritura în lungime  | Tianna Madison (USA)                                                                                                  | 6,80 PB  | Naide Gomes (POR)                                                                           | 6,76       | Concepción Montaner (SPA)                                                   | 6,76    |
| Triplusalt           | Tatiana Lebedeva (RUS)                                                                                                | 14,95    | Anna Peatâh (RUS)                                                                           | 14,93 PB   | Yamilé Aldama (SUD)                                                         | 14,86   |
| Aruncarea greutății  | Natallia Haraneka (BLR)                                                                                               | 19,84 PB | Nadine Kleinert (GER)                                                                       | 19,64 PB   | Olga Reabinkina (RUS)                                                       | 19,24   |
| Pentatlon            | Liudmila Blonska (UKR)                                                                                                | 4685 PB  | Karin Ruckstuhl (NED)                                                                       | 4607       | Olga Levenkova (RUS)                                                        | 4579    |

* Atleta a participat doar la calificări, dar a primit o medalie.

## Clasament pe medalii
| Loc   | Țară                       | Aur | Argint | Bronz | Total |
| ----- | -------------------------- | --- | ------ | ----- | ----- |
| 1     | Statele Unite ale Americii | 8   | 3      | 2     | 13    |
| 2     | Rusia                      | 7   | 5      | 6     | 18    |
| 3     | Ucraina                    | 2   | –      | –     | 2     |
| 3     | Etiopia                    | 2   | –      | –     | 2     |
| 5     | Kenya                      | 1   | 1      | 2     | 4     |
| 6     | Germania                   | 1   | 1      | 1     | 3     |
| 7     | Belarus                    | 1   | –      | 1     | 3     |
| 8     | Ghana                      | 1   | –      | –     | 1     |
| 8     | Grenada                    | 1   | –      | –     | 1     |
| 8     | Irlanda                    | 1   | –      | –     | 1     |
| 8     | Mozambic                   | 1   | –      | –     | 1     |
| 12    | Polonia                    | –   | 2      | 1     | 3     |
| 13    | Suedia                     | –   | 1      | 2     | 3     |
| 13    | Spania                     | –   | 1      | 2     | 3     |
| 15    | Cuba                       | –   | 1      | 1     | 2     |
| 16    | Botswana                   | –   | 1      | –     | 1     |
| 16    | Brazilia                   | –   | 1      | –     | 1     |
| 16    | Bulgaria                   | –   | 1      | –     | 1     |
| 16    | Jamaica                    | –   | 1      | –     | 1     |
| 16    | Qatar                      | –   | 1      | –     | 1     |
| 16    | Croația                    | –   | 1      | –     | 1     |
| 16    | Țările de Jos              | –   | 1      | –     | 1     |
| 16    | Panama                     | –   | 1      | –     | 1     |
| 16    | Africa de Sud              | –   | 1      | –     | 1     |
| 16    | Danemarca                  | –   | 1      | –     | 1     |
| 16    | Portugalia                 | –   | 1      | –     | 1     |
| 27    | Bahamas                    | –   | –      | 2     | 2     |
| 28    | Bahrain                    | –   | –      | 1     | 1     |
| 28    | Belgia                     | –   | –      | 1     | 1     |
| 28    | Italia                     | –   | –      | 1     | 1     |
| 28    | Maroc                      | –   | –      | 1     | 1     |
| 28    | Sudan                      | –   | –      | 1     | 1     |
| 28    | Cehia                      | –   | –      | 1     | 1     |
| Total | Total                      | 26  | 26     | 26    | 78    |

## Participarea României la campionat
15 atleți au reprezentat România.
- Marian Oprea – triplusalt - locul 4
- Gheorghe Gușet – greutate - locul 4
- Corina Dumbrăvean – 1500 m - locul 6
- Mihaela Neacșu – 800 m - locul 8
- Vasile Boboș – ștafetă 4×400 m - locul 9
- Alexandru Mardan – ștafetă 4×400 m - locul 9
- Florin Suciu – ștafetă 4×400 m - locul 9
- Ioan Vieru – ștafetă 4×400 m - locul 9
- Angela Moroșanu – 60 m - locul 11 – 400 m - locul 10
- Viorica Țigău – lungime - locul 10
- Adina Anton – lungime - locul 11
- Dănuț Simion – lungime - locul 13
- Mariana Solomon – triplusalt - locul 15
- Maria Cioncan – 800 m - locul 16
- Alexandru Mihăilescu – 60 m garduri - locul 25

## Participarea Republicii Moldova la campionat
Un atlet a reprezentat Republica Moldova.
- Iaroslav Mușinschi – 3000 m - locul 20